# Republik Swellendam
Die Republik Swellendam (niederländisch und afrikaans Republiek van Swellendam) war eine kurzlebige Burenrepublik im heutigen Südafrika. 
Am 17. und 18. Juni 1795 besetzten etwa 60 Einwohner unter Führung von Petrus Delport die Magistratresidenz des Richters und Landdrost Anthonie Faure in Swellendam und zwangen diesen und alle Beamten zum Rücktritt. Der Vorfall kam, nachdem wenig zuvor auf ähnlichem Wege die Republik Graaff-Reinet gegründet worden war. Hermanus Steyn wurde erster und einziger Präsident der Republik Swellendam. Bereits im September 1795 endete die Republik, nachdem das Vereinigte Königreich einmarschiert war.